# Haus der Zukunft (Hamburg)

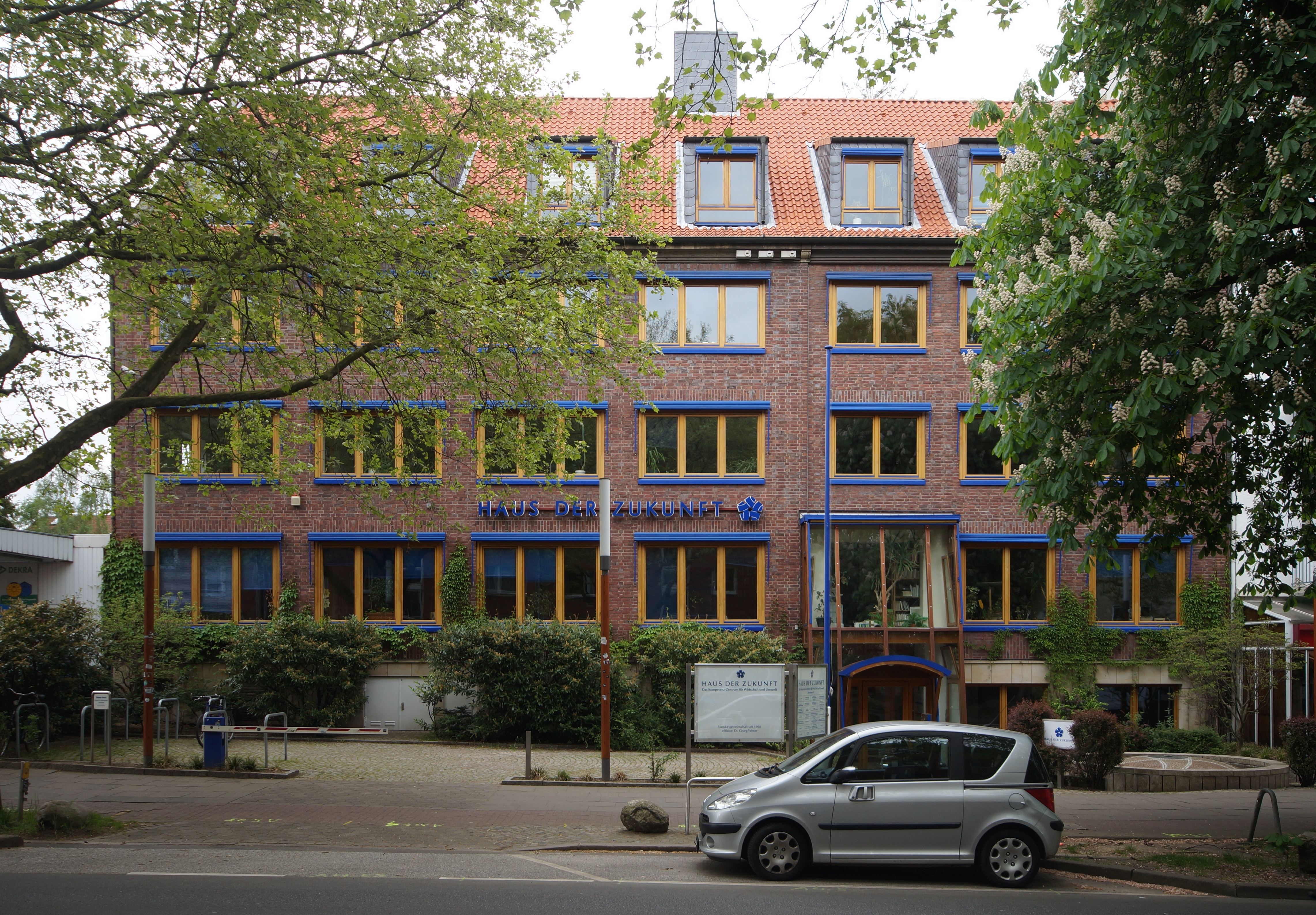
Das Haus der Zukunft in Hamburg-Eimsbüttel

Das Haus der Zukunft ist ein umweltorientiertes Kompetenzzentrum im Hamburger Stadtteil Eimsbüttel. Es wurde 1998 von dem Hamburger Unternehmer und Umweltpionier Georg Winter in der Osterstraße 58 als Kompetenzzentrum für nachhaltiges Wirtschaften eröffnet und beherbergt heute rund 30 gemeinnützige Verbände und gewerbliche Unternehmen. 1999 erhielt das Haus der Zukunft den ersten deutschen Gebäudepass, der heute Energieausweis heißt.

## Geschichte
Das Haus war von 1872 bis 1995 Firmensitz und Verwaltungszentrale des Hamburger Unternehmens Ernst Winter & Sohn GmbH & Co. 1847 von Ernst Winter gegründet, widmete sich der Betrieb zunächst der Herstellung von Lithographie-Diamanten. In den folgenden Jahrzehnten entstand in der Osterstraße die erste deutsche Fertigungsstätte für Diamantwerkzeuge.
1950 wurde das Haus nach Kriegszerstörungen als dreistöckiges Verwaltungsgebäude neu errichtet. Die Produktionsstätten wurden an weitere Standorte im In- und Ausland verlagert. 1958 produzierte die Firma als erste in Europa Werkzeuge mit synthetischem Diamant als Schleifmittel. 1968 übernahmen die Brüder Ernst Michael und Georg Winter die Geschäftsführung. 
1972 stellte Georg Winter mit der Konzeption und Einführung des weltweit ersten umweltorientierten Managementsystems die Weichen zur Öffnung der Wirtschaft für ein umweltorientiertes unternehmerisches Handeln. Im Rahmen dieses sogenannten „Winter-Modells“ veranlasste er 1985 am Produktionsstandort Norderstedt die Errichtung des ersten baubiologischen Industriebaus in Deutschland. 1996 übernahm die französische Saint-Gobain-Gruppe das Unternehmen für Diamantwerkzeuge.
Georg Winter gab mit seinen Initiativen und Buchveröffentlichungen wichtige Impulse zur Entwicklung und Verbreitung der umweltorientierten Unternehmensführung: 1984 gründete er den Bundesdeutschen Arbeitskreis für Umweltbewusstes Management (B.A.U.M. e. V.), dem sich mehrere hundert Unternehmen und Konzerne anschlossen. 1998 wurde im Sinne dieser Initiativen das Haus in der Osterstraße 58 neu eröffnet, dazu vollständig entkernt und nach baubiologischen Grundsätzen innen und außen neu gestaltet. In diesem Zusammenhang erhielt das Haus der Zukunft 1999 den ersten deutschen Gebäudepass.

## Ausrichtung der Organisationen
Ausgehend von der Überzeugung, dass das gleichberechtigte Miteinander von Mensch und Natur eine Voraussetzung für die Ausübung von Menschenrechten ist, engagiert sich das Haus der Zukunft für ein besseres Verständnis zwischen Mensch und Natur sowie für die Anerkennung von eigenen Rechten der Natur. So werden Symposien, Workshops und Publikationen zu den Rechten der Natur veranstaltet oder unterstützt  (zum Beispiel am 10. Dezember 2008 Expertentagung „Rechte der Natur“ auf Einladung des Hauses der Zukunft).
Im Haus der Zukunft sind heute rund 30 gemeinnützige Verbände und gewerbliche Unternehmen angesiedelt. Alle diese Unternehmen sind an der Schnittstelle zwischen Wirtschaft und Umwelt aktiv. Zu ihnen gehören der Bundesdeutsche Arbeitskreis für Umweltbewusstes Management B.A.U.M. e.V., das International Network for Environmental Management (INEM), der Ökomarkt Verbraucher- und Agrarberatung e.V., der Naturschutzbund Deutschland, Landesverband Hamburg e.V. sowie die Naturschutzjugend. 
Weitere Akteure sind Architekten, Beratungs-Dienstleister, entwicklungspolitische Initiativen, Ingenieur- und Projekt-Büros sowie Medien- und Bildungsakteure, die ihre Arbeit an den ökologischen und nachhaltigen fünf Grundsätzen des Hauses der Zukunft ausrichten: „Wir schützen die Biosphäre durch Förderung innovativer Lösungen für Wirtschaftspraxis und Gesellschaft.“